# 緊急治安対策プログラム
緊急治安対策プログラム（きんきゅうちあんたいさくプログラム）とは、2003年（平成15年）8月に、国家公安委員会及び警察庁が策定し、警察が当面、緊急かつ重点的に取り組むとした政策である。
2003年を「治安回復元年」とすべくして3年を目途に、計画、実施、評価、改善からなるPDCAサイクルを実行する治安の総合対策である。当プログラムによって、警察庁の刑事局に「組織犯罪対策部」、警備局に「外事情報部」、生活安全局に「情報技術犯罪対策課（サイバー犯罪対策課）」が新設された。また、地域特性に応じ都道府県警察において「緊急治安対策プログラム」または同等なプログラムが策定されている。

## 概要
犯罪情勢の主要要因に、来日外国人による組織的な犯罪、拳銃及び薬物の密輸・密売事件、暴力団等による犯罪など、組織を背景とした巧妙な犯罪が深刻化し、2002年（平成14年）の刑法犯認知件数は285万3,739件と7年連続で戦後最多を記録した。経済社会は急速にグローバル化、IT化に向かい、時代の変貌に伴う犯罪情勢は、国際テロ、北朝鮮に関わる問題、サイバー犯罪・サイバーテロなど、組織化した新たな脅威に直面していた。
悪化の一途を辿る日本の治安水準を「危険水域にある」と位置づけ、犯罪対策全般を包含して取り扱う総合的かつ各省庁の横断的な枠組みを設けた「緊急治安対策プログラム」によって有効適切な犯罪対策を推進するとした。
同時に警察の不祥事が相次ぎ、日本国民の警察に対する信頼は大きく失墜し、国家公安委員会の要求によって警察刷新会議を発足し、2002年7月に「警察刷新に関する緊急提言」が提出され、国家公安委員会と警察庁は「警察改革要綱」を策定している。社会が急速に変貌を遂げていく中で国民生活の安全と安心、そして信頼を確保することは行政に求められる基本的な責務として、警察庁は緊急治安対策プログラムの推進によって治安対策の実効を期そうとした。

## プログラムの構成
| 犯罪抑止のための総合対策                             | 街頭犯罪・侵入犯罪抑止総合対策の推進                     | 犯罪抑止のための犯罪情勢の分析、情報提供の推進             |
| 犯罪抑止のための総合対策                             | 街頭犯罪・侵入犯罪抑止総合対策の推進                     | 交番機能の強化                                             |
| 犯罪抑止のための総合対策                             | 街頭犯罪・侵入犯罪抑止総合対策の推進                     | 地域警察官による街頭活動の一層の強化                       |
| 犯罪抑止のための総合対策                             | 街頭犯罪・侵入犯罪抑止総合対策の推進                     | 「安全・安心まちづくり」のためのスーパー防犯灯の整備等     |
| 犯罪抑止のための総合対策                             | 街頭犯罪・侵入犯罪抑止総合対策の推進                     | 地方公共団体、ボランティア等との連携                       |
| 犯罪抑止のための総合対策                             | 街頭犯罪・侵入犯罪抑止総合対策の推進                     | 警備業の育成と活用                                         |
| 犯罪抑止のための総合対策                             | 深刻化する少年犯罪への対応                               | 非行集団対策の推進                                         |
| 犯罪抑止のための総合対策                             | 深刻化する少年犯罪への対応                               | 関係機関等と連携した少年サポートチームの普及促進           |
| 犯罪抑止のための総合対策                             | 深刻化する少年犯罪への対応                               | 出会い系サイト対策の推進                                   |
| 犯罪抑止のための総合対策                             | 深刻化する少年犯罪への対応                               | 少年問題に関する共同研究                                   |
| 犯罪抑止のための総合対策                             | 深刻化する少年犯罪への対応                               | 少年事件捜査の効率化に向けた検討                           |
| 犯罪抑止のための総合対策                             | 重要犯罪等に対する捜査の強化                             | 自動車ナンバー自動読取システム等の整備等                   |
| 犯罪抑止のための総合対策                             | 重要犯罪等に対する捜査の強化                             | 高度な捜査力を有する部隊の広域的展開等の推進               |
| 犯罪抑止のための総合対策                             | 重要犯罪等に対する捜査の強化                             | 高度なDNA型鑑定の導入及び積極的活用                        |
| 犯罪抑止のための総合対策                             | 重要犯罪等に対する捜査の強化                             | プロファイリング（犯人像等の推定）の導入                   |
| 犯罪抑止のための総合対策                             | 重要犯罪等に対する捜査の強化                             | ヤミ金融事犯の取締りの強化等                               |
| 組織犯罪対策と来日外国人犯罪対策                     | 組織犯罪情報の集約と共有、戦略的な捜査調整               | 組織犯罪情報の集約と共有、戦略的な捜査調整                 |
| 組織犯罪対策と来日外国人犯罪対策                     | 暴力団の代表者等に対する責任追及の徹底                   |                                                            |
| 組織犯罪対策と来日外国人犯罪対策                     | 新たな捜査手法の検討                                     |                                                            |
| 組織犯罪対策と来日外国人犯罪対策                     | 入国管理局等と連携した諸対策の推進                       |                                                            |
| 組織犯罪対策と来日外国人犯罪対策                     | 中国公安部との協力による犯罪対策                         |                                                            |
| 組織犯罪対策と来日外国人犯罪対策                     | 事前旅客情報システム（APIS）の整備                       |                                                            |
| テロ対策とカウンターインテリジェンス（諜報事案対策） | 情報収集・分析機能の強化                                 | 外国治安情報機関等とのハイレベルの緊密な関係の構築等       |
| テロ対策とカウンターインテリジェンス（諜報事案対策） | 情報収集・分析機能の強化                                 | 警備情報の収集・分析能力の強化                             |
| テロ対策とカウンターインテリジェンス（諜報事案対策） | 情報収集・分析機能の強化                                 | 国としての国際テロ等に係る情報収集等の在り方の明確化       |
| テロ対策とカウンターインテリジェンス（諜報事案対策） | 事案対処態勢等の強化                                     | 国の治安責任の明確化等                                     |
| テロ対策とカウンターインテリジェンス（諜報事案対策） | 事案対処態勢等の強化                                     | 国際テロ特別機動展開部隊（仮称）の設置等                   |
| テロ対策とカウンターインテリジェンス（諜報事案対策） | 事案対処態勢等の強化                                     | テロ対策に資する法制の研究                                 |
| サイバー犯罪及びサイバーテロ対策                     | 国によるサイバー犯罪の指導調整等                         | 国によるサイバー犯罪の指導調整等                           |
| サイバー犯罪及びサイバーテロ対策                     | 外国機関との連携の強化                                   |                                                            |
| サイバー犯罪及びサイバーテロ対策                     | サイバーテロ対策の強化                                   |                                                            |
| 新たな政府目標の達成に向けた総合的な交通事故防止対策 | 新たな駐車対策法制の整備                                 | 新たな駐車対策法制の整備                                   |
| 新たな政府目標の達成に向けた総合的な交通事故防止対策 | 悪質・危険性、迷惑性の高い運転行為への対策の強化         |                                                            |
| 新たな政府目標の達成に向けた総合的な交通事故防止対策 | アウトカム目標の達成に向けた交通安全施設等整備事業の推進 |                                                            |
| 治安基盤の確立                                       | 人的基盤の強等                                           | 地方警察官の増員等                                         |
| 治安基盤の確立                                       | 人的基盤の強等                                           | 治安情勢等に応じた都道府県警察の組織の在り方の検討         |
| 治安基盤の確立                                       | 人的基盤の強等                                           | 新警察移動通信システムの整備                               |
| 治安基盤の確立                                       | 留置施設の整備等                                         | 留置施設の整備による過剰収容の解消                         |
| 治安基盤の確立                                       | 留置施設の整備等                                         | 集中護送の推進等効率化の促進                               |
| 治安基盤の確立                                       | 治安関係機関との連携                                     | 留置施設の整備による過剰収容の解消                         |
| 治安基盤の確立                                       | 治安関係機関との連携                                     | 集中護送の推進等効率化の促進                               |
| 治安基盤の確立                                       | 警察の業務の在り方の見直し等                             | 警察の業務の在り方の見直し                                 |
| 治安基盤の確立                                       | 警察の業務の在り方の見直し等                             | 都道府県警察における関係機関との役割分担の確立             |
| 治安基盤の確立                                       | 警察の業務の在り方の見直し等                             | 国民に治安の確保のための協働について理解を求めるための施策 |

- 警察庁『緊急治安対策プログラム』平成15年8月より作成

## 経過
- 2003年（平成15年）8月 - 「緊急治安対策プログラム」策定
- 2003年（平成15年）12月 - 「犯罪に強い社会の実現のための行動計画」策定[4]
- 2004年（平成16年）12月 - 「テロの未然防止に関する行動計画」策定[5]
- 2005年（平成17年）12月 - 「緊急治安対策プログラムの推進に関する総合評価経過報告書」公開
- 2005年（平成17年）12月 - 「犯罪から子どもを守るための対策」策定[6]
- 2006年（平成18年）6月 - 「子ども安全・安心加速化プラン」策定[7]
- 2006年（平成18年）8月 - 「治安再生に向けた７つの重点」策定[8]
- 2007年（平成19年）7月 - 緊急治安対策プログラムの推進に関する「総合評価書」公開

## 評価
警察庁は緊急治安対策プログラムの推進に関して、約3年経過した2005年（平成17年）上半期までの推進状況とその過程で把握した問題点を可視化する「緊急治安対策プログラムの推進に関する総合評価経過報告書」を公開した。翌年には、引き続き緊急治安対策プログラムの施策を実施するとともに、情勢の変化を踏まえ、深化させて実効すべく「治安再生に向けた７つの重点」を策定した。7つの重点項目は、安全・安心なまちづくり、重要犯罪等に対する捜査の強化、組織犯罪対策・来日外国人犯罪対策、テロ対策と諜報事案対策、サイバー空間の安全確保、重点的な交通安全対策、治安基盤の強化からなる。
2007年には「総合評価書」によって、緊急治安対策プログラムを通じて決定してきた施策が総合評価された。治安悪化の主要要因である外国人犯罪の組織化、暴力団の存立を支える資金源や協力者、これら犯罪の敢行を容易にする犯罪インフラといった、反社会的勢力による治安再生を妨げる要因も考えられている。警察庁は、「評価書による評価の結果を踏まえ、今後とも、都道府県警察と共にこれまで進めてきた対策を強化するとともに、残された課題の分析及びその対策の検討を進め、関係機関・団体や国民とも連携して、真の治安再生に向けた取組みを強力に推進する」こととした。